# Renault Sherpa 10
 (août 2017).
Si vous disposez d'ouvrages ou d'articles de référence ou si vous connaissez des sites web de qualité traitant du thème abordé ici, merci de compléter l'article en donnant les références utiles à sa vérifiabilité et en les liant à la section « Notes et références ».
Pour les articles homonymes, voir Sherpa (homonymie).

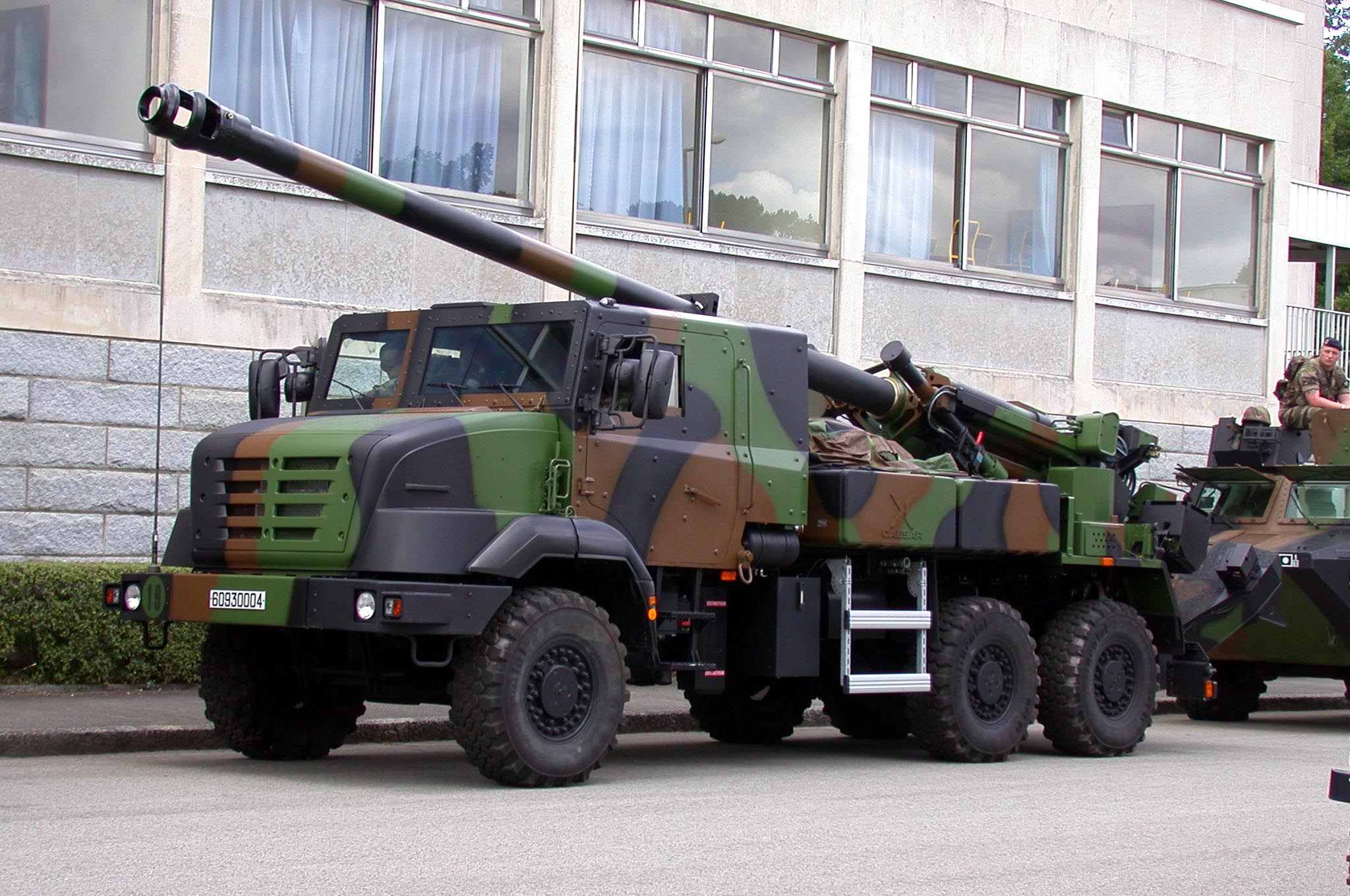
Renault Sherpa 10.

Le Renault Sherpa 10 est un camion tactique présenté à Eurosatory en 2004 et fabriqué par Renault Trucks Defense. 

## Caractéristiques

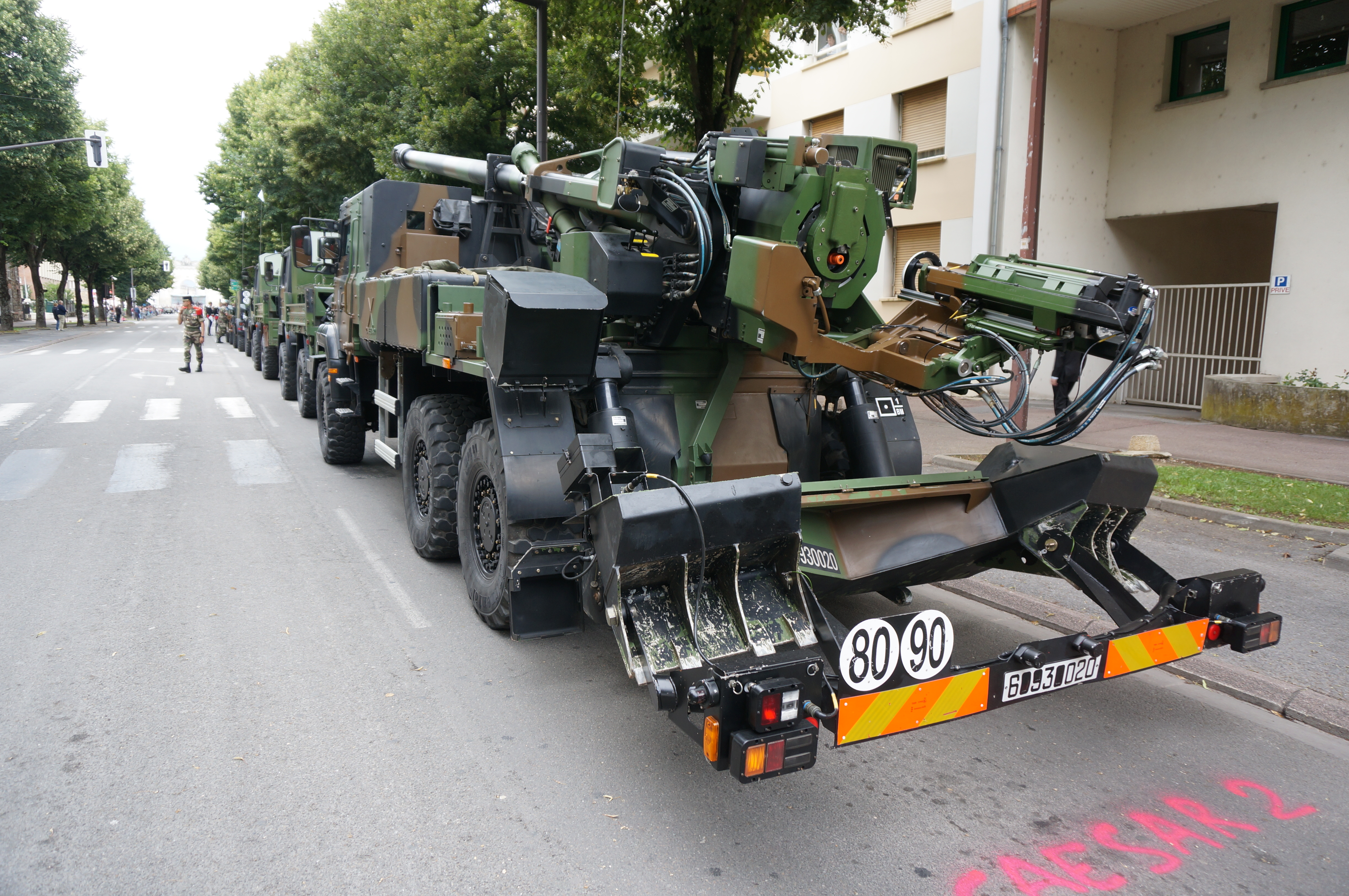

Il  possède un moteur turbo-diesel 6 cylindres type MD7 norme Euro 5 (Euro 3 en option) à injection haute pression par rampe commune de 340 chevaux et une transmission manuelle à 8 rapports.
Il existe en configuration 4×4 (quatre roues motrices) avec un poids total autorisé en charge (PTAC) de 18 tonnes ou 6×6 (six roues motrices) avec un PTAC de 20,5 tonnes en versions porteur ou porteur-remorqueur avec quatre empattements disponibles.
La climatisation, le démarrage par grand froid (−32 °C), la variation de la pression de gonflage des pneumatiques, les pneumatiques pour le roulage à plat, le treuil, la boîte de vitesses automatique, la transmission intégrale permanente (4×4 ou 6×6) et la mitrailleuse (5,56 mm, 7,62 mm et 12,7 mm) sont en option.
Le Sherpa 10 est capable de franchir des pentes de 60 %, des dévers de 30 %, des gués de 1,20 mètre et des obstacles verticaux de 0,5 mètre. Enfin, il est aérotransportable par avion C-130 et A400M.   